# زي أنمول
زي أنمول (بالهندية: ज़ी अनमोल) و (بالإنجليزية: Zee Rare) هي قناة تلفزيونية هندية مجانية أطلقها شبكة زي في 1 سبتمبر 2013. تقوم القناة ببث برامج من قنوات مجموعة زي للمشاريع الترفيهية، ساهارا وان، 9 إكس، إيماجين تي في، ودي دي ناشيونال.